# Verein Ketani
Der Verein Ketani ist ein österreichischer Verein für Roma und Sinti. Er wurde 1998 von Gitta Martl und ihrem Bruder Albert Kugler in Linz gegründet.

## Geschichte
Viele Sinti und Roma hatten nach dem Zweiten Weltkrieg keine Dokumente mehr. Da sie häufig nicht lesen und schreiben konnten, fiel es ihnen schwer, Behördengänge alleine zu erledigen. Der Verein Ketani bildete eine Interessensvertretung für die über Jahrhunderte in Österreich ansässige Minderheit Roma in Österreich. Eine Aufgabe des Vereins ist die Betreuung und Unterstützung seiner Mitglieder, indem Hilfestellung bei Anträgen, Wohnungssuche und Ausbildung geleistet wird.
Der Verein betreut auch Roma-Flüchtlinge, meist aus Ex-Jugoslawien, die an den Nachkriegsfolgen leiden.
Er vertritt die Interessen der Roma in der Öffentlichkeit durch Interviews, Radiosendungen, Fernsehaufnahmen, Publikation von Aufsätzen zu speziellen Themen wie etwa dem Schicksal von Roma-Frauen in Oberösterreich. Ein weiteres Aufgabengebiet wurde die Betreuung von umliegenden Campingplätzen und vor allem Beratung bei Entwurf und Planung neuer Stellplätze für Roma begonnen, z. B. in Braunau am Inn in Zusammenarbeit mit Bürgermeister Gerhard Skiba und dem Verein für Zeitgeschichte.
2001 beteiligte sich der Verein Ketani an den von Andreas Maislinger organisierten 10. Braunauer Zeitgeschichte-Tagen zum Thema "Verzerrte Wahrnehmung" – Bild und Realität der Roma und Sinti im 20. Jahrhundert. 2006 produzierte der Verein zusammen mit dem ORF-Landesstudio Oberösterreich den Film Ketani heißt miteinander. Sintiwirklichkeiten statt Zigeunerklischees von Ludwig Laher.
Neben den vielen kulturellen Projekten, die jedes Jahr durchgeführt werden, halten die Mitarbeiter des Vereins auf Einladung Vorträge über Roma in Österreich und berichten über eigene Erfahrungen als Angehörige der Minderheit. Einen wesentlichen Punkt stellt auch die Organisation und Teilnahme an Gedenkveranstaltungen für die Opfer des NS-Regimes dar, wie z. B. Maxglan, Mauthausen und Lackenbach. Ende 2005 wurde die Fußballmannschaft „Ketani Kickers“ gegründet. Unter der Leitung der Sintiza und Künstlerin Melanie Kreuzhof, wurde ein überdimensionaler Fußball gestaltet, der von den Ketani Kickers und Mitgliedern des Verein Ketani künstlerisch bemalt wurde. Dieser Fußball wurde in einem Linzer Museum im Frühjahr 2008 ausgestellt und anschließend versteigert. Der Reinerlös dieses Projektes kam den Ketani Kickers zugute.
Der Verein gestaltet jeden Monat eine Sendung auf Radio FRO in Linz. In diesen Sendungen werden interessante Persönlichkeiten vorgestellt, Sinti- und Roma Musik gespielt und über das laufende Geschehen und Projekte des Verein Ketani gesprochen.
Der Verein wird seit Mai 2005 von Nicole Sevik, der Tochter der Gründerin des Verein Ketani Gitta Martl geleitet. Gitta Martl und der Obmann und Trainer der Ketani Kickers Renaldo Horvath unterstützen sie tatkräftig dabei.

## Publikationen
- Ludwig Laher (Hrsg.): Uns hat es nicht geben sollen. Drei Generationen Sinti-Frauen erzählen. Geschichte der Heimat, Franz Steinmaßl, Grünbach 2005, ISBN 3-902427-10-8.
- Ludwig Laher/ORF-Landesstudio Linz: Ketani heißt Miteinander. Sintiwirklichkeiten statt Zigeunerklischees. 2006 (DVD).

## Auszeichnungen
- 2013 Menschenrechtspreis des Landes Oberösterreich[3]